# Guzowatość bródkowa

Czaszka człowieka. Guzowatość bródkowa zaznaczona na czerwono.

Guzowatość bródkowa (łac. protuberantia mentalis) – w anatomii człowieka wyniosłość kostna znajdująca się na przednim odcinku żuchwy w miejscu połączenia trzonów żuchwy. 
Stanowi podłoże kostne bródki (mentum, genium), wypukłości w najbardziej dolnej i przedniej części twarzy, na którą składają się także mięśnie bródkowe, podściółka tłuszczowo-włóknista i skóra.
Bródka jest cechą wybitnie ludzką, niewystępującą u innych gatunków. Brak bródki (bródka ujemna) stanowi u człowieka rzadką osobniczą odmianę.